# Open Air Theatre

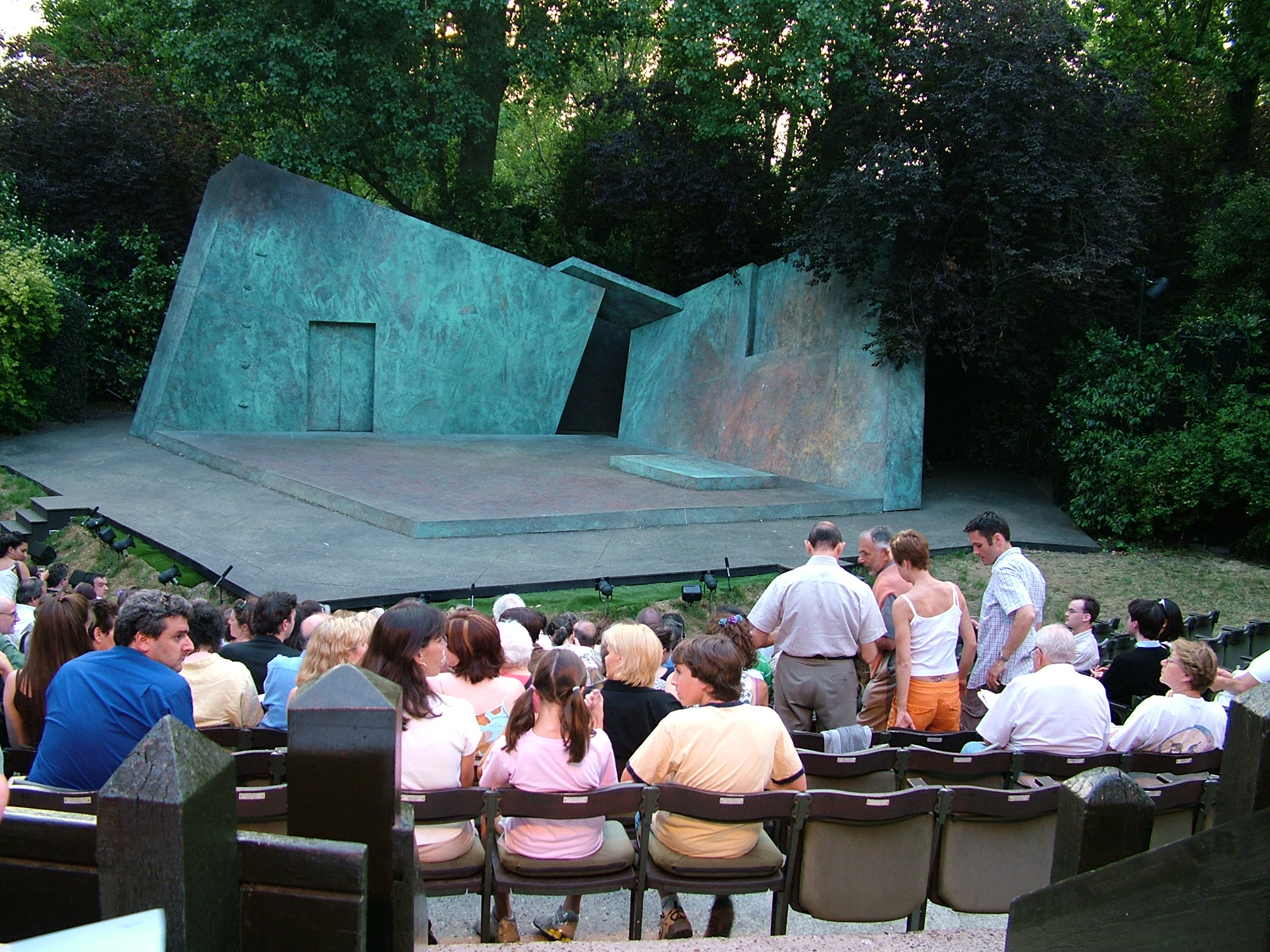
Das Open Air Theatre (2005)

Das Open Air Theatre im Londoner Regent’s Park ist eine Freilichtbühne, die im Sommer für drei bis vier Monate bespielt wird. Gegründet wurde die Bühne 1932 von Sydney Carroll und Robert Atkins.
Genützt wird die Bühne in erster Linie von der New Shakespeare Company, die auch Eignerin der Anlage ist. Die Sommerspielzeit präsentiert üblicherweise eine Produktion des Sommernachtstraums, eines weiteren Stückes von Shakespeare, einem Musical und einem Kindertheater, die abwechselnd aufgeführt werden. Häufig werden die Mitglieder des Ensembles in mehreren, wenn nicht gar allen Produktionen einer Spielzeit eingesetzt.
Das Theater, das Platz für rund 1300 Zuschauer bietet, liegt im innersten Bereich des Regent’s Park und ist damit vollständig von der Parkanlage umgeben. Nach eigenen Angaben verfügt das Theater über eine der längsten Bars aller Londoner Theater, die sich über die gesamte Länge der Sitzreihen erstreckt. Hier werden vollständige Mahlzeiten ab anderthalb Stunden vor Spielbeginn und in der Pause serviert. Barbecue wird ebenso angeboten wie ein Picknickplatz mit Tischen, wo das Publikum selbst mitgebrachte Speisen verzehren kann.
Zur Anlage gehört ein großer Backstage-Bereich mit Aufenthaltsraum für Schauspieler und Techniker, mit Werkstätten für den Bau und die Pflege der Kulissen und Büroräume für die Verwaltung, Licht- und Tontechnik und die sonstigen Mitarbeiter.
Als Freilichtbühne ist das Open Air Theatre stark vom englischen Wetter abhängig, das etwa in der Spielzeit 2007 häufige Unterbrechungen und Ausfälle verursachte. Bei schlechtem Wetter wird unverzüglich Kontakt zum Met Office aufgenommen, um die neueste Wettervorhersage abzufragen. Aufführungen können in der Regel nicht länger als 45 Minuten verschoben werden. Dies trifft vor allem für Matinee-Veranstaltungen zu, da ein verzögertes Ende derselben die technischen Vorbereitungen der Abendaufführungen stören würde.